# Elijah Pitts
Elijah Eugene Pitts (Mayflower, 3 febbraio 1938 – Buffalo, 10 luglio 1998) è stato un giocatore di football americano e allenatore di football americano statunitense che ha militato nel ruolo di running back nella National Football League (NFL).

## Carriera
Pitts fu scelto dai Green Bay Packers nel corso del 13º giro (180º assoluto) del Draft NFL 1961. Rifiutò un'offerta contrattuale maggiore dai Boston Patriots dell'American Football League per giocare in una squadra migliore in una lega già avviata. All'inizio della carriera fu la riserva dell'hall of famer Paul Hornung. Nel 1966 vide aumentare i minuti in campo, e segnò due touchdown nel primo Super Bowl.
Nel gennaio 1970, dopo l'addio di Vince Lombardi alla squadra, Pitts, Lee Roy Caffey e Bob Hyland furono scambiati con i Chicago Bears per la seconda scelta assoluta del Draft NFL 1970. All'età di 32 anni fu svincolato dai Bears e giocò in seguito per i Los Angeles Rams e i New Orleans Saints nel 1970, dopo di che fece ritorno a Green Bay per un'ultima stagione nel 1971 con l'allenatore al primo anno Dan Devine.
Pitts fu membro di tutti i cinque campionati vinti da Vince Lombardi, oltre che i primi due Super Bowl. Fu introdotto nella Green Bay Packers Hall of Fame nel 1979.

## Palmarès

### Franchigia
- Super Bowl : 2

Green Bay Packers: I, II
- Campionati NFL : 5

Green Bay Packers: 1961, 1962, 1965–1967

### Individuale
- Green Bay Packers Hall of Fame